# A. G. Daniells
Arthur Grosvenor Daniells (28 de setembro de 1858 - 18 de abril de 1935). Foi Pastor, administrador e, de forma notavel, o Presidente mais longevo da Igreja Adventista do Sétimo Dia, permanecendo no cargo por 22 anos. 

## História
Ele começou a trabalhar para a Igreja no Texas em 1878 com Robert M. Kilgore e também atuou como secretário de Tiago e Ellen White por um ano, e mais tarde trabalhou como evangelista. Em 1886 ele foi chamado para a Nova Zelândia, e foi um dos pioneiros da Igreja Adventista do Sétimo Dia no Pacífico Sul. Daniells teve surpreendente sucesso através de sua pregação dinâmica e em 15 de outubro de 1887, ele abriu a primeira igreja adventista na em Ponsonby, Nova Zelândia. Lá, ele atuou como Presidente da Conferência da Igreja Adventista do Sétimo Dia da Nova Zelândia de 1889 e 1891, e da Conferência da Igreja Adventista do Sétimo Dia da Austrália  de 1892 a 1895. Mais tarde, ele se tornou o presidente da Conferência da União Australasia (União que compreende e abrange toda região da Austrália e Nova Zelândia) antes de se tornar Presidente  da Associação Geral da Igreja Adventista do Sétimo Dia  ou simplesmente Presidente da Igreja Adventista do Sétimo Dia votado pela Conferência Geral para este cargo em 1901 e permaneceu como presidente até 1922. 

## Biografia
Nascido em Iowa, ele era filho de um médico cirurgião  do Exército da União  que morreu na Guerra Civil Americana. Na idade de 10 ele se converteu à fé Adventista do Sétimo Dia e foi batizado pelo pastor George Ide Butler, e em 1875 entrou Battle Creek College (agora Andrews University), permanecendo apenas um ano devido a problemas de saúde. Depois de um ano ensinando nas escolas públicas ele e sua esposa, ele receberam um chamado para o ministério. Sentindo-se tímido e despreparado, ele hesitou, mas depois de orar fervorosamente, ele se sentiu convicto e aceitou. Ele começou seu ministério em 1878 com Robert M. Kilgore, no Texas. Ele era então secretário de Tiago e Ellen White por um ano, e mais tarde um evangelista em Iowa.
Em 1886 ele foi chamado como missionário pioneiro para a Nova Zelândia, e manteve-se no Pacífico Sul por 14 anos. De 1889 a 1891 ele foi presidente da Conferência dra Igreja Adventista de Nova Zelândia e de 1892 a 1895 da Conferência australiana. Quando Ellen White foi para a Austrália em 1891, ele se associou a ela. Sobre a formação da Conferência Central da Austrália, em 1895, ele tornou-se seu primeiro presidente. Em 1897, foi organizada  União Australásia (União que abrange a Austrália e a Nova Zelândia [União: nome de um dos níveis da Igreja Adventista do Sétimo Dia no âmbito administrativo]). Esta União (Autralasia)  foi um novo nível de governo da igreja. Daniells serviu como primeiro presidente desta União. 
Quando Daniells voltou para a América do Norte, ele liderou a igreja no desenvolvimento deste novo nível de governo da igreja como uma questão de política.  Ele assumiu a presidência da Conferência Geral, em 1901, em um período difícil na história da igreja, mas ele administrou com perícia problemas financeiros da organização e a tarefa de mover a sede da denominação para Washington – DC. Ele viajou extensivamente em todos os continentes , convencido da necessidade de obter as informações em primeira mão. As reformas e reestruturação que ocorreram durante seu mandato levou a grande expansão da igreja em todo o mundo. Em 1922 ele não foi reeleito como presidente pela Conferência Gewral e foi substituído por William A. Spicer. Em sua aposentadoria Daniells formou a Associação Ministerial Adventista. 